# Nikanoria atropurpurea
Nikanoria atropurpurea är en stekelart som beskrevs av Zerova 1971. Nikanoria atropurpurea ingår i släktet Nikanoria och familjen kragglanssteklar.
Artens utbredningsområde är Mongoliet. Inga underarter finns listade i Catalogue of Life.